# Aleksej Sysojev
Aleksej Sysojev (Russisch: Алексей Сысоев) (8 maart 1985) is een Russisch tienkamper.
Zijn eerste succes boekte hij bij de Russische kampioenschappen door de nationale titel te veroveren met 8084 punten. Later dat jaar werd hij tiende op het EK in Göteborg. In 2007 verbeterde hij zijn eindklassering op het WK in Osaka met 8357 punten naar een zesde plaats. Hier veroverde de Tsjech Roman Šebrle met 8676 punten de wereldtitel.

## Titels
- Russisch kampioen tienkamp - 2006

## Persoonlijke records
Outdoor
| Onderdeel            | Prestatie | Datum            | Plaats   |
| -------------------- | --------- | ---------------- | -------- |
| 100 m                | 10,80 s   | 31 augustus 2007 | Osaka    |
| 400 m                | 48,42 s   | 31 augustus 2007 | Osaka    |
| 1.500 m              | 4.29,94   | 11 augustus 2006 | Göteborg |
| 110 m horden         | 14,59 s   | 1 september 2007 | Osaka    |
| hoogspringen         | 2,16 m    | 14 juli 2005     | Erfurt   |
| polsstokhoogspringen | 5,10 m    | 1 juni 2008      | Götzis   |
| verspringen          | 7,01 m    | 31 augustus 2007 | Osaka    |
| kogelstoten          | 16,17 m   | 19 augustus 2009 | Berlijn  |
| discuswerpen         | 54,08 m   | 1 juni 2008      | Götzis   |
| speerwerpen          | 64,22 m   | 1 juni 2008      | Götzis   |
| tienkamp             | 8497 p    | 1 juni 2008      | Götzis   |

Indoor
| Onderdeel            | Prestatie | Datum           | Plaats          |
| -------------------- | --------- | --------------- | --------------- |
| 60 m                 | 6,88 s    | 4 februari 2006 | Moskou          |
| 1.000 m              | 2.41,90   | 5 februari 2006 | Moskou          |
| 60 m horden          | 8,25 s    | 5 februari 2006 | Moskou          |
| hoogspringen         | 2,12 m    | 2 februari 2008 | Sint-Petersburg |
| polsstokhoogspringen | 4,90 m    | 3 februari 2008 | Sint-Petersburg |
| verspringen          | 7,14 m    | 2 februari 2008 | Sint-Petersburg |
| kogelstoten          | 16,59 m   | 2 februari 2008 | Sint-Petersburg |
| zevenkamp            | 6119 p    | 3 februari 2008 | Sint-Petersburg |

## Prestaties
| Jaar | Wedstrijd          | Plaats   | Resultaat | Onderdeel       | Prestatie |
| ---- | ------------------ | -------- | --------- | --------------- | --------- |
| 2003 | EK junioren        | Tampere  | 2e        | tienkamp junior | 7531 p    |
| 2004 | WK Junioren        | Grosseto | 2e        | tienkamp junior | 8047 p    |
| 2005 | EK (onder 23 jaar) | Erfurt   | 2e        | tienkamp        | 8089 p    |
|      | WK                 | Helsinki | DNF       | tienkamp        | NVT       |
| 2006 | EK                 | Göteborg | 10e       | tienkamp        | 8068 p    |
| 2007 | WK                 | Osaka    | 6e        | tienkamp        | 8357 p    |